# Чемпионат мира по легкоатлетическим эстафетам 2017
Чемпионат мира по легкоатлетическим эстафетам 2017 года прошёл 22—23 апреля на стадионе имени Томаса Робинсона в Нассау. Столица Багамских Островов принимала эти соревнования в третий раз подряд. Были разыграны 9 комплектов медалей. По сумме очков во всех дисциплинах был вручён командный приз «Золотая эстафетная палочка». В третий раз его выиграла сборная США.
В программе чемпионата вновь произошли изменения по сравнению с предыдущим розыгрышем. Место дистанционной шведской эстафеты (1200+400+800+1600 метров) в программе заняла смешанная эстафета 4×400 метров.
В соревнованиях приняли участие 546 спортсменов из 35 стран мира, из них — 307 мужчин и 239 женщин. Самое большое количество команд заявилось в эстафете 4×100 метров у мужчин (21), наименьшее — у женщин в эстафете 4×800 метров (5).

## Призёры
Сокращения: WR — мировой рекорд | AR — рекорд континента | NR — национальный рекорд | CR — рекорд чемпионата

Курсивом выделены участники, выступавшие за эстафетные команды только в предварительных забегах

### Мужчины
| Дисциплина       | Золото                                                                             | Золото  | Серебро                                                                       | Серебро | Бронза                                                                                          | Бронза  |
| ---------------- | ---------------------------------------------------------------------------------- | ------- | ----------------------------------------------------------------------------- | ------- | ----------------------------------------------------------------------------------------------- | ------- |
| Эстафета 4×100 м | США · Лешон Коллинз · Майк Роджерс · Ронни Бейкер · Джастин Гэтлин · Марвин Брэйси | 38,43   | Барбадос · Марио Бёрк · Рамон Гиттенс · Николас Дешонг · Беркхарт Эллис       | 39,18   | Китай · Тан Синцян · Се Чжэнье · Су Бинтянь · Лян Цзиньшэн · Мо Юсюэ · Чжан Пэймэн              | 39,22   |
| Эстафета 4×200 м | Канада · Гэвин Смелли · Брендон Родни · Андре Де Грасс · Аарон Браун               | 1.19,42 | США · Ноа Лайлс · Джаррион Лоусон · Исайя Янг · Амир Уэбб                     | 1.19,88 | Ямайка · Никель Ашмид · Ошейн Бэйли · Рашид Дуайер · Йохан Блейк · Чадик Хиндз · Уоррен Уир     | 1.21,09 |
| Эстафета 4×400 м | США · Дэвид Вербург · Тони Маккей · Кайл Клемонс · Лашон Мерритт · Наджи Гласс     | 3.02,13 | Ботсвана · Айзек Макуала · Баболоки Тебе · Онкабетсе Нкоболо · Карабо Сибанда | 3.02,28 | Ямайка · Питер Мэттьюс · Демиш Гей · Мартин Манли · Стивен Гейл · Джавир Белл · Джейвон Фрэнсис | 3.02,86 |
| Эстафета 4×800 м | США · Брэннон Киддер · Эрик Совински · Казимир Локсом · Клейтон Мёрфи              | 7.13,16 | Кения · Альфред Кипкетер · Кипьегон Бетт · Тимоти Китум · Фергюсон Ротич      | 7.13,70 | Польша · Артур Куцяпский · Матеуш Борковский · Адам Кщот · Марцин Левандовский                  | 7.18,74 |

### Женщины
| Дисциплина       | Золото                                                                                | Золото     | Серебро | Серебро | Бронза | Бронза  |
| ---------------- | ------------------------------------------------------------------------------------- | ---------- | --- | ------- | --- | ------- |
| Эстафета 4×100 м | Германия · Александра Бургхардт · Лиза Майер · Татьяна Пинту · Ребекка Хазе           | 42,84      | Ямайка · Симона Фейси · Наташа Моррисон · Гейон Эванс · Сашали Форбс · Кристания Уильямс                       | 42,95   | Китай · Лян Сяоцзин · Вэй Юнли · Тао Юцзя · Юань Цици · Гэ Манци                                                      | 43,11   |
| Эстафета 4×200 м | Ямайка · Джура Леви · Шерика Джексон · Сашали Форбс · Элейн Томпсон · Анастасия Лерой | 1.29,04 CR | Германия · Лара Матайс · Татьяна Пинту · Ребекка Хазе · Джина Люккенкемпер · Александра Бургхардт · Лиза Майер | 1.30,68 | США · Дезири Брайант · Тиффани Таунсенд · Фелисия Браун · Шалонда Соломон · Филлис Фрэнсис                            | 1.30,87 |
| Эстафета 4×400 м | США · Филлис Фрэнсис · Эшли Спенсер · Куанера Хейз · Наташа Хастингс · Джоанна Эткинс | 3.24,36    | Польша · Малгожата Голуб · Ига Баумгарт · Адрианна Янович · Юстина Свенти                                      | 3.28,28 | Ямайка · Джанив Расселл · Анниша Маклафлин-Уилби · Верона Чемберс · Стефени Энн Макферсон · Кристин Дэй · Донали Лони | 3.28,49 |
| Эстафета 4×800 м | США · Шанель Прайс · Кришуна Уильямс · Лора Рослер · Шарлен Липси                     | 8.16,36    | Беларусь · Дарья Борисевич · Илона Усович · Виктория Кушнир · Марина Арзамасова                                | 8.20,07 | Австралия · Лора Стори · Эбби де ла Мотт · Зои Бакман · Хайди Си                                                      | 8.21,08 |

### Смешанная эстафета
| Дисциплина       | Золото                                                                                                  | Золото  | Серебро                                                                          | Серебро | Бронза                                                                                | Бронза  |
| ---------------- | --- | ------- | -------------------------------------------------------------------------------- | ------- | ------------------------------------------------------------------------------------- | ------- |
| Эстафета 4×400 м | Багамские Острова · Стивен Гардинер (м) · Шона Миллер-Уйбо (ж) · Антоника Страчан (ж) · Майкл Мэтью (м) | 3.14,42 | США · Майкл Берри (м) · Джейд Стептер (ж) · Пол Дедево (м) · Клаудия Фрэнсис (ж) | 3.17,29 | Ямайка · Джавир Белл (м) · Ристананна Трейси (ж) · Натойя Гуль (ж) · Джамари Роуз (м) | 3.20,26 |

## Командное первенство
В каждой из эстафет первые восемь команд получали от одного (для восьмой команды) до восьми очков (для победителя). По сумме всех результатов определялся обладатель командного приза «Золотая эстафетная палочка». В третий раз подряд с большим преимуществом его выиграла сборная США.
| Место | Команда           | Очки |
| ----- | ----------------- | ---- |
| 1     | США               | 60   |
| 2     | Ямайка            | 39   |
| 3     | Австралия         | 24   |
| 4     | Польша            | 23   |
| 5     | Тринидад и Тобаго | 17   |
| 6     | Кения             | 16   |
| 7     | Китай             | 16   |
| 8     | Германия          | 15   |